# 미셸 애비셔
미셸 애비셔(프랑스어: Michel Aebischer, 1997년 1월 6일 ~ )는 스위스의 축구 선수로 포지션은 미드필더이다. 현재 이탈리아 세리에 A의 피사에서 활약하고 있다.

### 국가대표 경력
2024년에 열린 UEFA 유로 2024 조별리그 A조 1차전에서 헝가리를 만나서 1골 1도움을 올리며 자국의 3대 1 승리를 이끌었다. 